# Jardymly
Jardymly är ett distrikt i Azerbajdzjan. Det ligger i den södra delen av landet, 220 km sydväst om huvudstaden Baku. Antalet invånare är 54 576.
Följande samhällen finns i Jardymly:
- Yardımlı
- Shefekli
- Bozayran
- Ostayır
- Arus
- Qabaqdibi
- Zevin
- Vergyaduz
- Telavar
- Mirimli
- Yolocaq
- Avaş
- Urakeran
- Chayuzi
- Anzov
- Aşağı Astanlı
- Horavar
- Byardzhan
- Osnakeran
- Honuba
- Odurakeran
- Amarkend
- Daguzi
- Sırıq
- Abbasabad
- Gyugyavar
- Gavran
- Pirembel
- Arvana
- Horonu
- Gölyeri
- Honuba Şıxlar
- Arsilya
- Şovut
- Jiy
- Ağqışlaq
- Arta

Omgivningarna runt Jardymly är en mosaik av jordbruksmark och naturlig växtlighet. Runt Jardymly är det ganska tätbefolkat, med 67 invånare per kvadratkilometer.